# Volcan gris
 (novembre 2009).
Si vous disposez d'ouvrages ou d'articles de référence ou si vous connaissez des sites web de qualité traitant du thème abordé ici, merci de compléter l'article en donnant les références utiles à sa vérifiabilité et en les liant à la section « Notes et références ».

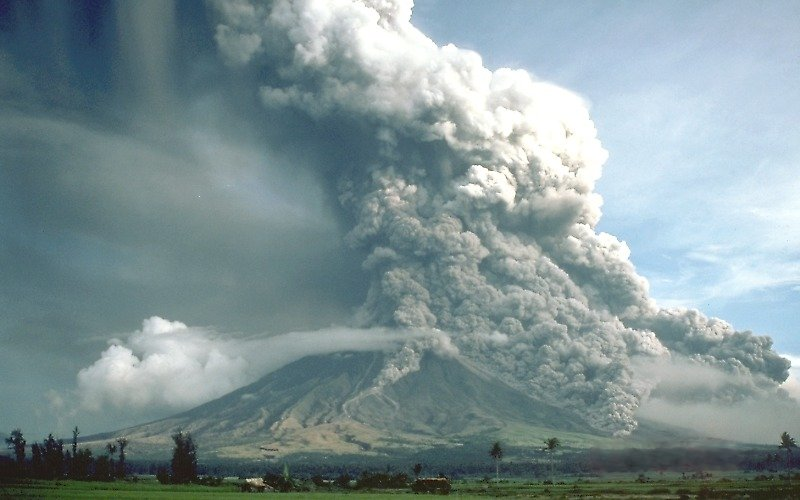
Vue du Mayon disparaissant sous les nuées ardentes dévalant ses pentes et sous le panache éruptif qui s'en élève aux Philippines en 1984.

Un volcan gris est un volcan explosif émettant des laves généralement andésitiques suffisamment visqueuses pour qu'elles ne forment pas de coulée de lave mais s'accumulent au point de sortie, formant une aiguille ou un dôme de lave. Lorsque cette masse de lave plus ou moins stable s'effondre ou explose en totalité ou en partie, un panache volcanique de cendres et de débris de roches s'élève à des kilomètres au-dessus du volcan et des nuées ardentes risquent de dévaler ses pentes à des centaines de kilomètres à l'heure, sur plusieurs kilomètres.

## Caractéristiques
Les volcans gris tirent leur nom de la couleur majoritairement grise de leurs produits éruptifs (majoritairement des cendres volcaniques) par opposition aux volcans rouges qui émettent des laves fluides formant des coulées de lave. Les volcans gris se trouvent majoritairement dans les arcs volcaniques à l'aplomb des zones de subduction et de collision continentale, notamment ceux de la ceinture de feu du Pacifique.
Les plus fortes éruptions volcaniques en indice d'explosivité volcanique se produisent sur ce type de volcan ; ils peuvent être intégralement détruits au cours de leur éruption, donnant alors naissance à une caldeira : il y a environ 73 000 ans, une telle explosion fut à l'origine du lac Toba, en Indonésie. Les volcans gris produisent des modelés caractéristiques d'émission de lave pâteuse tels que les nuées ardentes, les étendues d'ignimbrites, les dômes de lave, les panaches éruptifs de très grande dimension, les aiguilles de lave et les lahars mais aussi les volcans eux-mêmes qui prennent la forme de montagnes aux pentes relativement prononcées tels que les stratovolcans.
Cette classification en volcan gris ou volcan rouge est parfois moins pertinente pour ceux ayant un comportement intermédiaire ou changeant. Ainsi, pour ne prendre que deux des volcans les plus célèbres et les plus typiques :
- toutes les éruptions d'Hekla (un volcan rouge alimenté par une fissure volcanique de la dorsale médio-atlantique) ont démarré par une explosion plinienne ou sub-plinienne émettant des tephra acides, avant de se poursuivre par une éruption effusive,
- le Vésuve (un volcan gris typique assis sur la subduction Afrique-Europe et dont une des multiples éruptions pliniennes est l'origine de l'adjectif) a produit plus de laves fluides ou très fluides que d'éjecta solides au cours des deux derniers millénaires[réf. nécessaire].

### Source
- Philippe Bouysse, Les volcans : Risques et utilité, Orléans, BRGM, 1995, 64 p. (ISBN 2-7159-0817-2), p. 18-19